# Communauté de communes du Pays Sud-Gâtine
La communauté de communes du Pays Sud-Gâtine est une ancienne communauté de communes française, située dans le département des Deux-Sèvres et la région Nouvelle-Aquitaine.

## Historique
La communauté de communes du Pays Sud-Gâtine a été créée en décembre 1993. 
En janvier 2001, une nouvelle commune, Saint-Lin, intègre l'intercommunalité.
Elle fusionne avec deux autres EPCI pour former la communauté de communes Val de Gâtine au 1er janvier 2017.

## Composition
Elle était composée des douze communes du canton de Mazières-en-Gâtine :
| Nom                     | Code Insee | Gentilé       | Superficie (km2) | Population (dernière pop. légale) | Densité (hab./km2) |
| ----------------------- | ---------- | ------------- | ---------------- | --------------------------------- | ------------------ |
| Saint-Lin (siège)       | 79267      | Saint-Linois  | 11,21            | 341 (2014)                        | 30                 |
| Beaulieu-sous-Parthenay | 79029      | Béllilocéens  | 26,72            | 675 (2014)                        | 25                 |
| La Boissière-en-Gâtine  | 79040      | Buxériens     | 10,98            | 245 (2014)                        | 22                 |
| Clavé                   | 79092      | Clavéens      | 19,53            | 365 (2014)                        | 19                 |
| Les Groseillers         | 79139      | Grusellois    | 4,46             | 54 (2014)                         | 12                 |
| Mazières-en-Gâtine      | 79172      | Maziérois     | 19,06            | 990 (2014)                        | 52                 |
| Saint-Georges-de-Noisné | 79253      | Nénéens       | 24,64            | 727 (2014)                        | 30                 |
| Saint-Marc-la-Lande     | 79271      | Marco-Landais | 10,22            | 361 (2014)                        | 35                 |
| Saint-Pardoux           | 79285      |               | 34,24            | 1 604 (2014)                      | 47                 |
| Soutiers                | 79318      | Solstériens   | 5,43             | 273 (2014)                        | 50                 |
| Verruyes                | 79345      | Verruyquois   | 26,24            | 923 (2014)                        | 35                 |
| Vouhé                   | 79354      | Vouillois     | 13,95            | 385 (2014)                        | 28                 |